# Jazzy Bazz
Jazzy Bazz, pseudonimo di Ivan Bruno-Arbiser (Parigi, 24 aprile 1989), è un rapper francese.
Fa parte dei collettivi Grande Ville e L'Entourage. È conosciuto principalmente grazie alle sue partecipazioni ai Rap Contenders. Al suo attivo ha quattro album da solista: Sur la Route du 3.14 (2012), P-Town (2016), Nuit (2018) e Memoria (2022), oltre a un album con il suo collettivo L'Entourage.

## Biografia

### Infanzia
Jazzy Bazz, di vero nome Ivan, si interessa al rap all'età di 8 anni. Suo padre, sassofonista lo introduce alla musica e fu al liceo che scrive le sue prime rime. Il suo nome d'arte Bazz deriva da un suo vecchio pseudonimo, il quale Ivan trova orribile e vuole dimenticare, ma sul punto di cambiarlo, decide di mantenere Bazz e aggiungere Jazzy, poiché in quel periodo ascolta molte strumentali jazz. Jazzy Bazz trae ispirazione da rapper americani, come DITC, Boot Camp Clik o Slum Village, ma anche da rapper francesi come IAM, NTM, Passi, o Rocca. Suo padre ha origini italiane mentre sua madre ha origini argentine, polacche e lituane.
Prima di intraprendere davvero la carriera di rapper, Ivan è un appassionato di calcio e del Paris Saint-Germain. Diventa anche ultra durante tutta la sua adolescenza. Dall'età di 13 fino ai 17 anni, investe il suo tempo e denaro nella sua associazione di tifosi prima di lasciare il suo gruppo di supporter per iniziare a rappare più seriamente. Dedicherà un pezzo a questa parte della sua vita: Ultra Parisien, presente nel suo primo album.

### Carriera
Da adolescente Jazzy Bazz si esibisce in molti open-mic (palchi liberi in cui i rapper possono esibirsi) con il suo amico d'infanzia e rapper Esso Luxueux, con il quale formerà il duo Cool Connection. Jazzy ed Esso daranno vita nello stesso periodo al collettivo GrandeVille con altri amici. È un collettivo di artisti e musicisti di ogni genere, prevalentemente provenienti dal XIXarrondissement di Parigi. Si aiutano a vicenda realizzando progetti autoprodotti, senza casa discografica e qualche anno dopo formano anche il collettivo di rapper L'Entourage. È stato creato in un periodo basso del rap francese. I membri si sono incontrati tramite conoscenti, tramite open-mic o tramite Myspace, e si sono uniti grazie alla loro passione. Provengono tutti da diversi arrondissement di Parigi. In questo collettivo troviamo tra gli altri Deen Burbigo, Alpha Wann o Nekfeu.
Sono i Rap Contenders, una battaglia rap francese a cappella, che permetteranno una vera ascesa a Jazzy Bazz. Essendo tutte le battaglie trasmesse su YouTube, i partecipanti hanno approfittato della visibilità offerta dalla piattaforma. Jazzy Bazz è molto apprezzato dagli utenti di Internet in tutto il mondo, tanto per la qualità delle sue rime quanto per il suo caratteristico umore vivace. Ha concluso la sua carriera con le battles con la quinta edizione di Rap Contenders, nel 2012, contro il campione della quarta edizione: Gaïden.

### Sur la Route du 3.14(2012–2016)
Dopo la sua seconda battaglia a Rap Contenders, Jazzy Bazz ha pubblicato il suo primo album Sur la Route du 3.14. L'album non è stato messo in vendita, ma è stato distribuito su Internet sotto forma di download gratuito. Una scelta che può essere spiegata da diverse ragioni: innanzitutto la motivazione di Jazzy Bazz in quel momento non era finanziaria, il progetto era infatti pensato soprattutto come intrattenimento. In secondo luogo, per comodità: Jazzy Bazz ha registrato allo studio della GrandeVille, aiutato dai suoi amici del collettivo per il mixaggio e la produzione. A quel tempo, il rapper non aveva firmato con nessuna etichetta. Infine l'album sicuramente non sarebbe stato commercializzato visto che la maggior parte dei brani sono registrati sul lato B. Il suo album viene scaricato più di 20,000 volte in soli tre giorni.
Dopo questo album, Jazzy affronta per qualche tempo la sindrome della pagina bianca. Una mancanza di ispirazione che trova origine, secondo lui, nelle varie domande sul suo futuro, nel non essere sicuro di poter vivere di rap un giorno.

### P-Town(2016-2018)
Per il suo secondo album, Jazzy Bazz decide di andare a New York per trovare ispirazione. Lì, scrive e registra diverse canzoni. Il suo album sarà totalmente autoprodotto e indipendente da qualsiasi etichetta. Il titolo P-Town si riferisce a Parigi. Jazzy Bazz è molto legato alla sua città e sebbene gli argomenti da lui trattati sono diversi, li scrive tutti avendo Parigi come sfondo. Possiamo ad esempio notarlo nei titoli dei brani in cui troviamo ad esempio fluctuat nec mergitur, il motto latino di Parigi, 3.14 attitude e 3.14 Boogie dove il numero 3.14 si riferisce al numero π che si pronuncia come P di P-Town e Ultra Parisien dove Jazzy Bazz difende gli ultras del PSG. Anche Jazzy Bazz ha testimoniato il cambiamento al Parco dei Principi dopo l’uscita degli ultras. Nel complesso, l'album venne ben accolto dal pubblico, con 4,122 album venduti nella prima settimana.